# لوئی الاموند
لوئی الاموند (انگلیسی: Louis Almond؛ زادهٔ ۵ ژانویهٔ ۱۹۹۲) بازیکن فوتبال اهل بریتانیا است.
از باشگاه‌هایی که در آن بازی کرده‌است می‌توان به باشگاه فوتبال ساوتپورت، باشگاه فوتبال ترانمره راورز، باشگاه فوتبال بارو، باشگاه فوتبال چلتنهام تاون، باشگاه فوتبال بلکپول، باشگاه فوتبال هاید، باشگاه فوتبال یورک سیتی، باشگاه فوتبال چورلی، و باشگاه فوتبال لینکولن سیتی اشاره کرد.